# 떡 (2014년 영화)
"떡"은 한국에서 제작된 이영인 감독의 2014년 멜로/로맨스, 드라마 영화이다. 추선 등이 주연으로 출연하였다.

## 출연

### 주연
- 추선
- 김수아
- 김철진

### 조연
- 김지아
- 서정현
- 김영서
- 조기태

## 기타
- 프로듀서: 전소민
- 제작부: 박한석
- 제작부: 김하윤
- 제작부: 한주희
- 촬영부: 하윤기
- 촬영부: 조문식
- 촬영부: 윤정환
- 조명: 한명석
- 조명부: 최종훈
- 조명부: 김진기
- 조명부: 유정준
- 연출부: 김민정
- 연출부: 이세희
- 연출부: 정문복
- 동시녹음: 임대지
- 미술: 우상택
- 분장-의상: 함선화